# Погромне (селище)
Погро́мне (рос. Погромное) — селище у складі Тоцького району Оренбурзької області, Росія.

## Населення
Населення — 261 особа (2010; 306 у 2002).
Національний склад (станом на 2002 рік):
- росіяни — 90 %